# DAICON III & IV OPENING ANIMATION
《DAICON III OPENING ANIMATION》和《DAICON IV OPENING ANIMATION》是两部动画短片，分别为1981年第20届日本科幻大会（通称「DAICON3」）和1983年第22届日本科幻大会（通称「DAICON4」）的开幕动画。开幕动画由岡田斗司夫和武田康廣策划，并由大学生组成的业余爱好者团体制作，核心创作者为庵野秀明、山贺博之和赤井孝美，他们后来成立了动画公司GAINAX。
作为业余爱好者作品，短片包含大量引用和致敬，因其优异的品质而闻名。由于其压倒性的质量、对GAINAX的促成以及对后世的影响，这两部动画短片成为御宅文化史上的传奇作品。2001年，动画杂志《Animage》将本动画列为日本动画史上100大动画之一。

## 内容

### DAICON III OPENING ANIMATION
科学特搜队一架战斗机降落，机上队员把一杯水交给了一个背着书包的小女孩，拜托她将水送到DAICON（萝卜）。小女孩接受了任务，刚出发就遇到麻烦，被一只龙挡住了去路。龙叫出一台机甲攻击，小女孩躲过了机甲发射的炮弹，炮弹反而射中龙，小女孩随后将机甲举起，扔到一边。她继续前行，机甲在后面追击，后又遭遇怪兽哥摩拉。小女孩使用隐藏在背包中的助推器逃离，机甲跟着飞起来并发射飛彈。小女孩被打到后，从空中跌落，在最后一刻，她想起了科学特搜队的委托，重新振作起来，保护好水杯。回到地面后，机甲又向她发射飛彈，她赤手接住其中一枚然后将其扔回了机甲，造成大爆炸。机甲最后一刻发射火箭，用傳說巨神的图案召唤来哥斯拉、巴尔坦星人、王者基多拉。面对敌人，小女孩从背包中掏出一把竹刀后变成光剑，将巴尔坦星人劈成两半，接着从背包中发射大量飛彈。之后就是各种爆炸，不仅是哥斯拉，还有海底軍艦轟天號、宇宙戰艦大和號、聯邦星艦企業號、X翼战机和大魔神。小女孩到达了一个荒漠，将那杯水浇在枯萎的白萝卜上，萝卜随后变成一艘巨大的宇宙飞船DAICON。小女孩登上DAICON，DAICON由冈田和武田操控，飞向遥远的宇宙。

### DAICON IV OPENING ANIMATION
开头首先简单回顾了上一部短片，但画面是完全重制的。然后，電光交響樂團的〈Prologue〉响起，歌词映在星空背景上，宇宙飞船DAICON的轮廓进入画面。背景音乐进入〈Twilight〉，故事正式开始。小女孩长大了，穿着兔女郎服饰登场。她击退了各种科幻机器人和宇宙怪兽，挥舞光剑与達斯·維達决斗。在悬崖上对抗异形，被爆炸冲下悬崖后，巨大机器人Dynaman试图踩碎她，反而被她掀翻。兴风者剑突然出现在天空，女孩跳上去，像冲浪一样御剑飞行。她飞过超级警备队的战斗机编队，然后出现了大和号、GUNDAM、VF-1女武神，一场混战后，接着掠过美國隊長、羅賓、蝙蝠俠、超人和神奇女俠。女孩在各种科幻世界穿梭，回到地面后，兴风者剑一分为七，在天空喷出七色的烟雾。随后一系列著名的宇宙飞船相互碰撞被毁，突然，只能用原子弹来形容的大爆炸，破坏了一个无人居住的大都市，樱花四散。随之而来的地球连续剧变，地壳运动和洪水孕育着新的世界。当DAICON发射的光束穿过天空时，绿色植被茂盛生长，然后出现各种科幻故事里的虚构人物，最终以DAICON IV标志结束。

## 制作和发表

### DAICON3
1970年代末，岡田斗司夫和武田康廣是大阪市两名大学生，分别就读于大阪电气通信大学和近畿大学，加入了各自大学的科幻研究会以及联络组织「关西学生SF研究会联盟」。在这个圈子里，科幻爱好者讨论他们的兴趣，交流情报，制作爱好者杂志，组织参加相关主题活动。1978年，两人在参加活动时相识。当时日本科幻大会由爱好者团体提出举办申请，在上一年的爱好者团体联合会议决定举办团体，冈田和武田在积累了组织小型爱好者活动的经验后，联合社团的伙伴成功拿下1981年第20届日本科幻大会的举办权。1981年的日本科幻大会是第三次在大阪举办，通称「DAICON3」，DAICON的諧音「大根」為蘿蔔之意。
在筹备过程中，团队考虑制作原创开幕影像，而不是借用出版的素材，因此招募了庵野秀明、山贺博之和赤井孝美制作动画，他们是大阪藝術大學的在校大学生，对科幻和动漫充满热情，并在动画制作方面有一定的经验。经由庵野的高中同学永山龙叶介绍，武田和澤村武伺两人在京都一家咖啡馆首次会见了庵野和山贺。武田当时对动画并不感兴趣，没有太多期待地问庵野能做出什么样的动画，庵野于是拿出B5计算纸，绘制了一个简短的手翻書动画〈强化服〉。武田看后「非常震惊。觉得这家伙太厉害了。强化服的线条本来就多，形状也很复杂，光是画出来就很难了，还要让它动起来。[...]而且还是当场绘制的。」武田对制作开幕动画的热情也因此高涨。庵野一开始嫌麻烦，对加入一事比较消极，但是被山贺硬拉着加入了。接受制作委托后，庵野为了验证画有强化服的重复作画能否真正动起来，拍摄了试验影像〈装甲强化服〉。
庵野虽有制作纸动画的经验，但还未做过传统赛璐珞动画。当时赛璐珞胶片价格昂贵，他们没有足够的预算。于是，武田拿着一枚从动画商店买的赛璐珞胶片，到東大阪工厂集中地域寻找替代品，买回来材料，自行裁剪。这种材料，很容易粘在一起，不好上画，颜料干了后也容易脱落。为了降低成本，作画用纸使用B5计算纸，定位尺是手工制作的，然后使用办公用双孔打孔器在胶片和作画用纸上制作定位孔，因为专业人士使用的带有三个定位孔的胶片和作画用纸价格很高。第一次制作赛璐珞动画，还是用这么烂的东西，所以难度倍增，但也别无他法。
制作现场是在冈田家族的刺绣工厂和他家的空房间。制作过程不像专业人士那样有明确的分工，核心制作人员为庵野、赤井、山贺三人。武田认为大致是冈田制片，山贺导演，赤井负责角色，庵野负责机甲，但具体作业还是有微妙的不同，毕竟是业余制作。冈田、庵野、赤井、山贺等人商量决定大致的构想，庵野和赤井负责绘制动画，山贺负责演出和背景美术，还有些人参与上色等作业。短片中，形状复杂的强化服也有登场，由庵野作画。摄影是把照相机安装在三脚架上拍摄的，由于还不知道摄影时间表，庵野就在旁边指导拍摄。1981年4月左右开始搞设定，6月左右开始涂胶片，由于是业余团队，作业大幅延迟，最终完成是在大会当天早上。
完成的动画约5分钟，为8毫米影片。在1981年8月22日DAICON3开幕式上首次放映，获得一千五百名与会者热烈反响。

### DAICON4
DAICON3大获成功，大会上销售的手办供不应求，冈田深信此类产品有市场，于是决定放弃学业，在父亲的帮助下，开设了日本首家SF周边专卖店General Products。大会后，武田也选择了退学，然后受邀加入了General Products。工作人员对大会的成功举办相当满意，打算再次申请举办。这次决定制作宣传影像，于是在1982年组成独立电影制作团队「DAICON FILM」，同时也为大会培养人才。同年取得1983年第22届日本科幻大会举办权，这是第四次在大阪举办，通称「DAICON4」。
DAICON FILM在此期间拍摄了三部戲仿特摄片：武田主演的《快杰能天气》、赤井导演的《愛國戰隊大日本》、庵野导演的《DAICON FILM版 归来的奥特曼》，前两部于1982年8月第21届日本科幻大会TOKON8上映，而第三部到1983年3月才完成。另一方面，Studio Nue成员们观看了DAICON3的首映，邀请他们参加新作动画的制作。山贺和庵野于是赴东京参与制作电视动画《超时空要塞》，在制作现场结识了赤井的高中学弟前田真宏、前田真宏的大学学长贞本义行，他们就读于東京造形大學。此外，鉴于DAICON3开幕动画的异常成功，团队决定为DAICON4制作开幕动画，并且要比之前的更加精致。
动画制作有一个专门的工作室，由于所在建筑晚上九点关闭，制作人员经常被锁在里面，在没有空调的情况下通宵工作，武田称其为「动画血汗工厂」。制作流程比上一次更加专业。此次由山贺博之导演，庵野秀明和赤井孝美担任作画监督，三枝徹负责背景美術，貞本義行、前田真宏和清積紀文绘制原画。另外还得到专业人士的协力支持，包括板野一郎、平野俊弘、垣野內成美、森川定美和宮武一貴。通过参加《超时空要塞》的制作，庵野明白了如何制作才能使动画变得更流畅，并且从板野一郎那里学到了很多，作画技术有了很大进步。短片中，在空中飞舞的剑以及之后超写实的核爆镜头，都是出自庵野之手。剑的镜头，消化吸收了板野马戏式作画，非常厉害。核爆镜头再现了爆炸后的负压抽吸现象，爆炸碎片化为樱花纷飞，这一连串核爆镜头堪称一绝。兔女郎击退巨大机器人后摆出胜利姿势的镜头中，乳房摇动效果是贞本加上去的，这被认为是日本动画史上最初的「乳摇」。
最初目标是制作出15分钟长的16毫米影片，结果还是使用8毫米胶片，片长也缩短至与上一部相当，但品质飞跃性地提高了。该短片也是直到最后一刻才完成，正好赶上1983年8月20日DAICON4开幕式放映。大会取得空前成功，与会者达到四千人，为历届之最。日本漫画之神手塚治虫在DAICON3的时候，没赶上开幕式，晚上加入合宿时看了DAICON3开幕动画。看完后，手塚说「有各种各样的角色登场，真的是各种各样，不过，也有没出现的呢」。赤井和山贺他们后来意识到，手塚笔下的角色一个都没有出现。手塚这次为了赶上DAICON4开幕式，特意早早就来了，开幕动画中也确实出现了手塚角色。

## 反响
《DAICON III OPENING ANIMATION》发表时受到热烈欢迎，凭借其超越业余制作的压倒性质量引发极大的话题。动画杂志《Animec》以封面专题进行报道，看过的人口口相传，想看的声音此起彼伏。而且大会录得约200万日元赤字，促使举办方出售動畫錄影帶和8毫米胶片，周边商品的收益成功收回成本，利润还用于准备DAICON4和制作DAICON FILM作品。这比首个OVA还早发行两年。由于使用了大量未经授权的版权作品，两部短片无法正式发行。DAICON FILM之后制作了原创特摄片《八岐之大蛇的逆襲》，于1988年发行鐳射影碟，两部短片便以非卖品的形式收录其中。该影碟被认为是稀有的且极具收藏价值，市价高达一千多美元。
2001年，动画杂志《Animage》将两部短片在一个标题下，列为日本动画史上100大动画之一。尽管两部动画非常短，都只有5分钟，但它们展现出非凡的艺术和技术水平，超出了独立动画的预期。画面和音乐也无缝地结合在一起，多重曝光等复杂技术的运用甚至比专业人士更高超。美国学者托马斯·拉马尔（Thomas LaMarre）在他2009年的著作《日本动画机器》（The Anime Machine）中写道：「这两部短片堪称传奇，因为业余爱好者成功制作出在技术和艺术上超越主要动画工作室的动画。」动画杂志编辑小黑祐一郎表示，「DAICON FILM聚集了一批有才华的年轻创作者，他们是动画和特摄的狂热爱好者。《DAICON IV OPENING ANIMATION》则是一部只有狂热爱好者才能制作出来的、充满狂热爱好者趣味的作品。」

冈田斗司夫解释说，《DAICON III OPENING ANIMATION》的主题是才能，那杯水象征着机会，把水送到DAICON相当于完成开幕动画。冈田和DAICON FILM的伙伴们于1984年12月创立GAINAX，制作动画电影《王立宇宙軍》。可以说没有制作DAICON开幕动画，GAINAX永远不会成立。在2000年FanimeCon动漫展接受采访时，山贺博之说它们是骄傲，也是想要破坏的存在；赤井孝美说自己很长一段时间都不想看到它们，一想到就不寒而栗。比起过去的作品，他们想要制作出更好的作品。赤井孝美2017年回忆说：
|  | 明明只是學生作品，但卻有很多人支持，還做了這麼多的事情，真的是很棒的回憶。我想也正因為是學生，過去沒有人嘗試這樣做過，雖然以少女作為主角、包含飛彈、對抗巨大怪獸等劇情設定在現在已經司空見慣，但當時完全沒有人做過這樣的設定，更別說這種內容的動畫作品。雖然現在回去看，真的不是什麼了不起的作品，沒有經驗也沒有技術，但正因為當時做了很多人想不到、或者很多人想做卻做不到的事情，所以才會受到矚目吧。同時，這部作品也是在我過去幾十年的創作生涯中，讓我自己印象最深刻的一部作品了。 |

## 文化影响
自发表以来，这两部动画短片成为御宅史上的传奇作品。它们凝聚着业余爱好者巨大的能量和野心，推动动漫向成熟的御宅文化演变，并发展成为了御宅文化的标志和象征。两部短片多次被日本作品引用，尤其是那些关注御宅族的作品。其部分片段和元素出现在GAINAX制作的1991年OVA《御宅族的錄影帶》。在GAINAX制作的《FLCL》第5集中，女主角春原晴子穿着红色的兔女郎服饰，立于低音吉他飞起来大喊「DAICON V」，并用弹弓攻击一个巨型机器人。2005年日本电视剧《电车男》讲述御宅族男主恋爱的故事，其片头动画向《DAICON IV OPENING ANIMATION》致敬，还和开幕短片一样选用《Twilight》为片头曲。基于其片头动画及剧中虚构动画，后又推出了电视动画《月面兔兵器米娜》，动画由GONZO制作，而且GONZO的几位创始人原是GAINAX员工，包括参与了DAICON4开幕动画的前田真宏。深受影响的还有2008年美国Otakon动漫展AMV比赛的介绍短片，创作者进行了大量模仿，不仅使用《Twilight》，还直接将片段剪辑进短片。2015年，khara工作室为《日本動畫人展覽會》制作的3DCG短片〈磁带女孩〉（カセットガール）也进行了致敬。
日本漫画家島本和彥和庵野秀明是大学同学，他以自身经历创作的《青之炎》描写大阪艺术大学新生的创作之路，故事也涉及了庵野他们以及DAICON FILM的创作活动。短片激励了大量业余爱好者投入创作活动，同人社团Studio Awake受启发后制作了1984年日本特摄大会的开幕动画《AWAKE》。日本动画师岩根雅明在学生时期，通过动画杂志了解到《DAICON III OPENING ANIMATION》，以此为契机开始尝试自己做动画，想要成为一名原画师。动画师吉松孝博也是在高中时期受到影响才全面投入赛璐珞动画的制作。还有一些描写同人创作的作品受到影响，以大阪艺术大学为舞台的原型，比如《我们的重制人生》。《DAICON IV OPENING ANIMATION》被认为是乳摇动画的始祖，虽然关于日本动画史上首次乳摇众说纷纭。

## 后续活动
为纪念DAICON FILM诞生33周年，GAINAX于2014年1月8日公布了一个新企划「DAICON FILM33」。企划概念为「DAICON FILM的复兴」，推出各种《DAICON III & IV OPENING ANIMATION》周边商品。
2021年8月22日，DAICON3四十周年之际，DAICON FILM官方Twitter正式上线，账号由一个原始团队成员管理。稍早前，他们叫停了爱好者团队FemboyFilms发布自行修复的《DAICON III OPENING ANIMATION》，还表示会使用原片进行正式修复。不过，Crunchyroll指出，短片包含无数未授权的角色和音乐，正式发布可能比修复更难。

## 备注
1. ↑  〈Prologue〉和〈Twilight〉收录在1981年专辑《Time》。
2. ↑  武田上了5年大二。